# Maniza Davlat
Maniza Davlat (tadsjikisk: Манижа Давлат, født 1982 i Kulob) er tadsjikisk sanger.